# Семак, Николай Павлович
Никола́й Па́влович Сема́к (в документах встречаются также варианты фамилии Симак, Сьомак) (3 мая 1919—13 января 1944) — командир взвода противотанковых ружей 338-го гвардейского стрелкового полка 117-й гвардейской стрелковой дивизии 18-й армии 1-го Украинского фронта, гвардии лейтенант. Герой Советского Союза.

## Биография
Родился 3 мая 1919 года в местечке Погребище Бердичевского уезда Киевской губернии (ныне город Погребище Винницкой области Украины). Украинец. Окончил среднюю школу. Работал секретарём Погребищенского сельского Совета депутатов трудящихся. С 1939 года работал на нефтепромыслах в Баку.
В Красной Армии с 1939 года. Член ВКП(б) с 1940 года. В Великой Отечественной войне с 12 декабря 1941 года. Николай Семак заканчивает ускоренный курс махачкалинского военного училища. С 5 октября 1942 года в звании лейтенанта, воюет на Северокавказском и 1-м Украинском фронтах.
Погиб 13 января 1944 года. 
Указом Президиума Верховного Совета СССР от 25 августа 1944 года за героизм, мужество и воинское мастерство, проявленные в боях с гитлеровскими захватчиками при освобождении Житомирской области гвардии лейтенанту Николаю Павловичу Семаку посмертно присвоено звание Героя Советского Союза.
Первичное место захоронения — Житомирская область, Бердичевский район, село Кустовцы (ныне Хмельницкий район), но в 1970 году его останки перенесли в Бердичев на военный мемориальный участок городского кладбища.
Награждён орденом Ленина, орденом Красной Звезды, медалью «За отвагу».
Именем Героя на родине названа средняя школа. В 1977 году одна из улиц города Бердичева также названа именем Николая Семака.